# اوریتاکو شیبا نو کی
اوریتاکو شیبا نو کی (به ژاپنی: 折りたく柴の記 Oritaku Shiba no Ki)، یک خودزندگی‌نامه که توسط  آرای هاکوسکی (۱۶۵۷–۱۷۲۵) در دوره ادو نوشته شده‌است. این کتاب نیاکان، کودکی و کارهای هاکوسکی به عنوان یک مقام دولت شوگون‌سالاری توکوگاوا را توصیف می‌کند، و چشم‌انداز ارزشمندی از دولت توکوگاوا در زمان خود ارائه می‌دهد.